# 单焘
单焘（？—？），高密人，是一名清朝政治人物。举人出身。
单焘曾于乾隆五十一年(1786年)接替邓任建宁府知府一职，乾隆五十二年(1787年)由郑塘接任。